# Университет изящных искусств имени Мимара Синана
Университе́т изя́щных иску́сств и́мени Мима́ра Сина́на (тур. Mimar Sinan Güzel Sanatlar Üniversitesi или MSGSÜ) — государственный университет изящных искусств, носящий имя архитектора Синана и расположенный в районе Финдикли, в Стамбуле, в Турции. Главное здание университета находится на берегу Босфора.
Административно университет никак не связан с действующим в Стамбуле (есть также кампус в Анкаре) Институтом изящных искусств имени Мимара Синана.

## История
Учреждению университета предшествовала деятельность «Школы изящных искусств» (тур. Sanayi-i Nefise Mekteb-i Âlisi формально тур. Mekteb-i Sanayi-i Nefise-i Şâhâne или кратко тур. Sanayi-i Nefise Mektebi, созданной 1 января 1882 года турецким живописцем, археологом и музеологом Османом Хамди-беем. Официальное открытие школы состоялось 2 марта 1883 года. На начальном этапе в ней трудилось 8 преподавателей и обучалось 20 студентов.
В 1928 году школа была преобразована в Государственную Академию изящных искусств (тур. Devlet Güzel Sanatlar Akademisi). В 1969 году академия получила название Стамбульская государственная академия изящных искусств (тур. İstanbul Devlet Güzel Sanatlar Akademisi abbreviated или İDGSA).
20 июля 1982 года статус академии был изменён и она получила название Университет имени Мимара Синана (тур. Mimar Sinan Üniversitesi), а в декабре 2003 года переименована в Университет изящных искусств имени Мимара Синана. С 1982 года обучение проводится по четырёхлетней программе.

## Известные преподаватели и выпускники
- В разные годы в университете преподавали и учились :
- Осман Хамди-бей
- Рудольф Беллинг
- Нури Бильге Джейлан
- Ваграм Манавян
- Бедри Рахми Эюбоглу
- Бруно Таут
- Чокай Невин
- Ханде Эрчел